# トボリスク
トボリスク（ロシア語: Тобо́льск）は、ロシア連邦・チュメニ州の都市である。人口は約10万人（2021年）。
トボル川とイルティシュ川の合流地点にある。1587年にロシア人が創設し、トボリスクはウラル山脈より東にあるアジア・ロシアで、2番目に古いロシアの居留地となった。シベリア地域の歴史的な中心都市である。トボルスクと表記されることもある。

## 概説

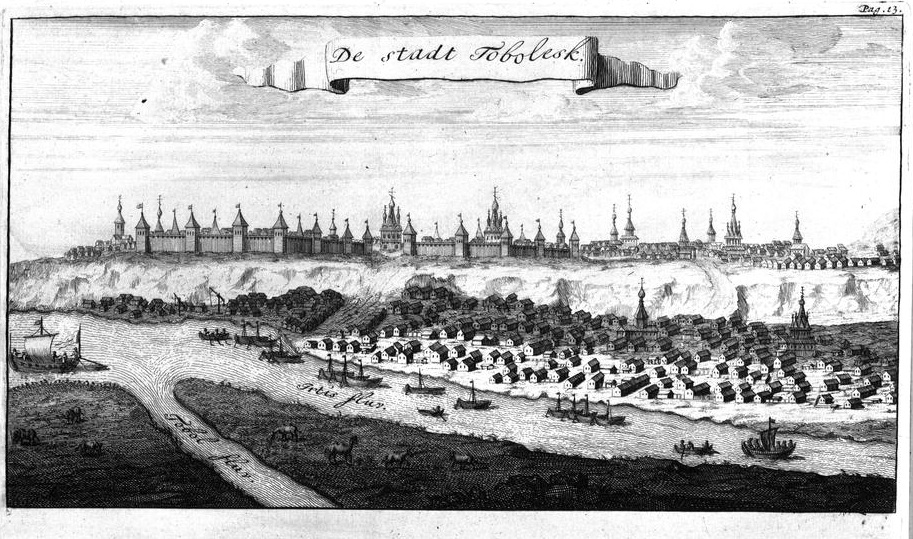
1649年のトボリスク周辺。	Ides, Evert Ysbrantsの作。Dreyjaehrige Reise nach China - Tobolek

ウラル山脈の東側、トボリ川とエルティシ川の合流点に位置し、チュメニから北東に247kmの地点にある。
1820年代に西シベリアの総督府(ゲネラール・グベルナートルストヴォ)がトボリスクからオムスクに移されるまで、軍事、行政、政治、宗教などの面でシベリアの中心都市であった。1917年までトボリスク県の県都。
シビル・ハン国の首都イスケルにほど近い場所であったとされる。

## 歴史

### シビル・ハン国の征服
1580年代に、コサック（カザーク）のイェルマークが、ロシア・ツァーリ国による東方への進出を代表して、ロシアのシベリア征服を開始した。
タタール人の攻撃の1年後、イェルマークはシビル・ハン国攻略と、ハン国の首都カシリク（イシュケル）攻略作戦を準備した。
コサックたちは1582年10月26日に首都を奪い、クチュム・ハーンを追放した。征服にもかかわらず、クチュム・ハーンは残った兵を集め、軍を編成、1584年8月6日に突撃をしかけ、イェルマークを討った。戦闘が続いたカシリクはタタール人やコサックの統治から外れ、1588年には最終的に廃墟となった。1598年、オビ川近くでのウルミンの戦いで、クチュム・ハーンはコサックに敗北し、シビル・ハン国は滅びた。

### トボリスクの建設と17世紀ロシア帝国
17世紀のロシア人によるシベリア進出は、南部ステップ地帯の遊牧民を恐れ、まずタイガ地帯や西シベリアの北極海航路を通じて行われた。
北極海航路の中心地となったのがマンガゼヤ（1600-1601年に建設）であるが、17世紀前半に航路は閉じられ、衰退した。
1587年、トボリスクは、ダニール・グレゴリーエヴィチ・チュルコフ が率いるロシア国軍により、チュメニ（1586年）についで建設された。
トボリスクの東方にスルグト（1594年）とタラ（1594年）の町が建設されるいっぽう、北方には、ベレゾフ（1593年）が、ネネツ人にヤサク（貢税）関係を強いるために建設された。
トボリスクは、トボル川から名づけられた。トボル川とイルティシュ川の合流地点に位置し、ここでイルティシュ川の流れは西から北へと曲がる。シベリアの河川交通の要所であった。
シベリアはモスクワから遠く、広大な領域である。先住民の反乱や遊牧民の攻撃に備えて、中央とシベリアの間を取り持つ組織が必要であった。少なくとも1601年から1602年には、トボリスクにシベリア初の管区長官が置かれた。シベリア庁直属とされたが、実際にはモスクワからシベリアに送られる物資、流刑囚の行く先などの管理や、また逆にシベリアからのヤサクや情報もトボリスクに集められてからモスクワに送られた。トボリスクの長官（ヴォエヴォド）は有能な人物が任命され、政治的軍事的にも強大な力を持った。
1621年には、シベリア初のロシア正教会主教座がトボリスクに設立された。1649年の会議法典によって、シベリアは公式に流刑地とされた。

### ピョートル大帝とエカテリーナ2世の地方行政改革
1708年には、ピョートル大帝の改革により、シベリア全域がひとつの県（グベールニヤ）になった。トボリスクにはシベリア県の総督府が置かれた。シベリア初の学校、劇場が作られ、新聞が発行された。大北方戦争のあいだ、1709年のポルタヴァの戦いで敗北したスウェーデン軍の兵が、捕虜として、大量にトボリスクへ送られた。
スウェーデン人は全人口の約25パーセントに達し、都市の発展に貢献したことで地元民に知られた。トボリスククレムリの建造物のひとつは、彼らの名誉を讃えて「スウェーデンの間」と名づけられた。スウェーデン兵の一部がトボリスクの住人になるいっぽうで、ほとんどは1720年代まで帰国を許されなかった。
1764年には、シベリア県はイルクーツク県ができたことにより、ふたつに分かれた。
大帝エカチェリーナ2世（在位1762年-1792年）治下、1782年から1783年の改革によってトボリスク、イルクーツク、コリワンの３つの主管区（ナメストニチェストヴォ）に分割された。パーヴェル1世（在位1796年-1781年）の時代には、コリワン主管区は廃止され、トボリスクとイルクーツクは県に戻った。

### 汚職天国
1819年、アレクサンドル1世の信任を受けた政治家ミハイル・スペランスキーが、検察官としてシベリアを巡察し、トボリスクはじめシベリアの汚職の酷さを告発した。
1822年には、スペランスキーの報告を受け、勅令をもって「シベリア諸県統治制度」が発布された。トボリスクには西シベリア総督府、総督とともに会議（ソビエト）が置かれた。会議は総督の権力独占を阻止する役割を期待されていたが、単なる官僚機構に変わった。
1820年代または1830年代にその座をオムスクに譲るまで、トボリスクは西シベリアの総督府の座にとどまった。
トボリスクの権威を認めて、オムスクやチュメニ、トムスクを含むシベリアの多くの町は、独自の紋章としてトボリスクの紀章を用いた。オムスクは、2015年現在でも、敬意を表しつづけている。

### 19世紀から帝政末まで

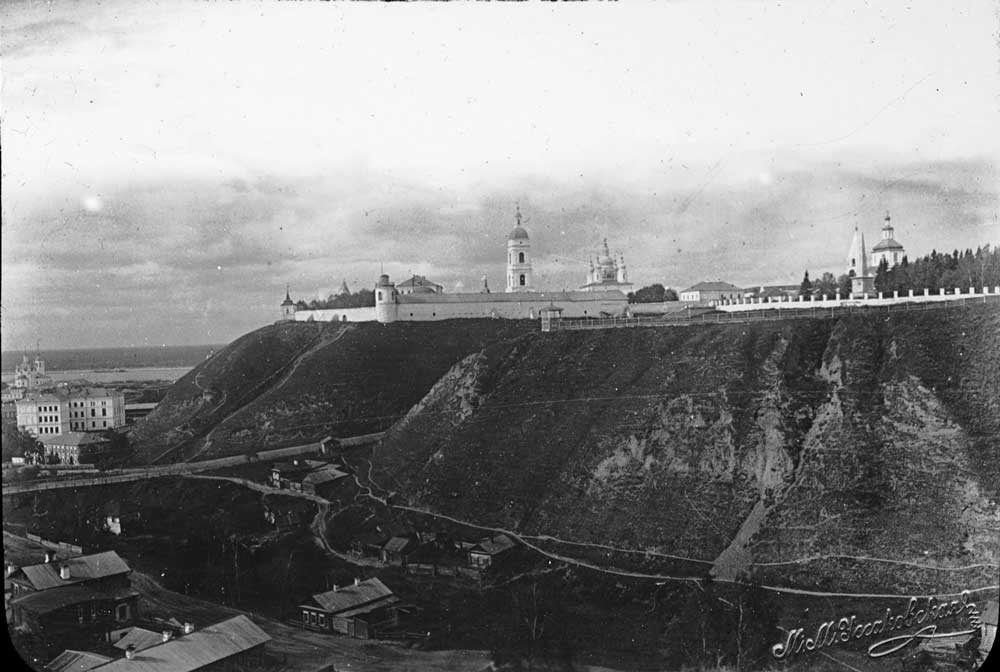
トボリスク、1900年　写真イヴァン・ウサコフスキー/マリア・ウサコフスカヤ

1825年のデカブリストの乱ののち、何人かのデカブリストはシベリアに追放されトボリスクに移住した。1890年には、シベリア鉄道の路線がチュメニからオムスクのあいだでトボリスクの南側へと迂回したので、トボリスクの重要性はますます減少した。
1900年代初頭には、トボリスクは 、ロマノフ皇帝一家に大きな影響を与えた有名な信仰治療師であるグレゴリー・ラスプーチンの故郷の中心地域として注目された。
都市はラスプーチンの生誕地であるチュメニ県ポクロフスコエ村の近くに位置していた。
その村はまたカレリア人の移民が経営する製菓会社でも有名であった。

### 革命と内戦

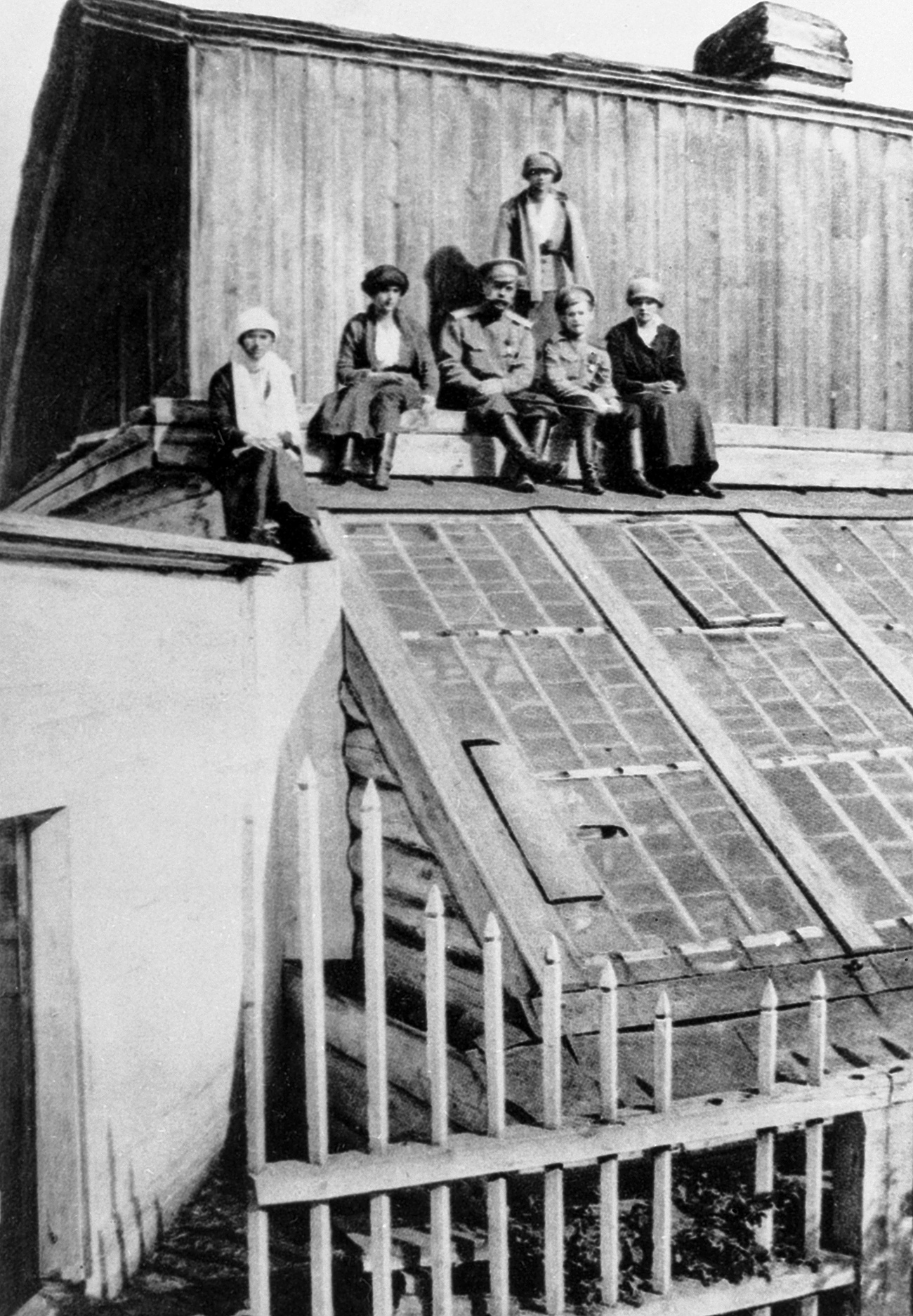
トボリスクの館の屋根にいるニコライ2世と家族。1917年

1917年3月、2月革命によって
ニコライ2世は退位を迫られ、ロシア帝国は終焉を迎えた。新しい臨時政府は8月、皇帝一家を数人の従者とともにトボリスクに避難させ、以前の総督の館に住まわせた。
10月革命から3ヶ月後に、ロシア内戦が始まり、ボリシェヴィキは早期にトボリスクで権力を獲得した。敵対する白軍が1918年の春に都市に近づき、ボリシェヴィキは皇帝一家を西のエカテリンブルクに移動させた。一家は1918年7月に従者数人とともに殺害された。ロマノフ家の処刑を参照。

### ソ連時代
ボリシェヴィキの勝利とロシア・ソビエト連邦社会主義共和国の成立にともなう1920年の行政改革によって、トボリスク県は廃止され、218年にわたる地方行政の中心としての役割は終わった。
代わりに、都市は新設されたチュメニ州のウエズド（郡）の行政の中心になった。1921年から1922年にかけて、トボリスクは、西シベリア全体を通じて、緑軍と連携した農民による反ボリシェヴィキ農民反乱の大規模な舞台になった。1923年11月3日には、都市はウラルの一部になり、1932年の1月7日にはオムスク州に移管された。1934年1月17日には、トボリスクはオブスコ-イルティシュ州に、同年12月7日に同州が廃止されるまで所属し、オムスク州に移転した。1944年8月14日、トボリスクはチュメニ州に移された。

### ロシア連邦

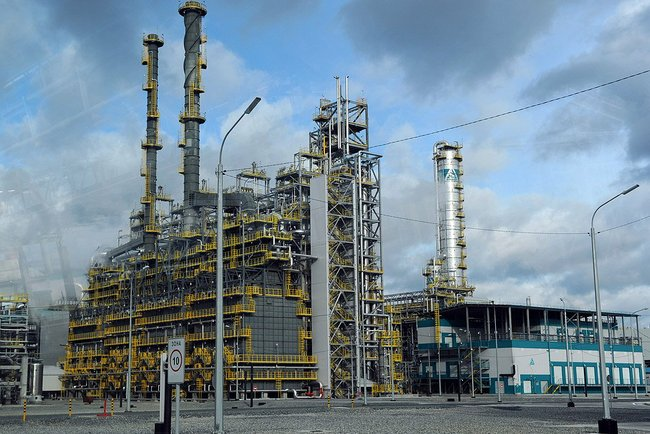
トボリスク・ポリマーの化学工場

1996年11月4日トボリスクは、チュメニ州のドゥーマによって、トボリスク県から切り離されると同時に、 街という 独立都市になった。
2013年、トボリスク・ポリマーは、街での巨大石油化学複合体の構想の一部として、ロシア最大のポリプロピレン生産施設を開設した。
トボリスクはまた、その歴史的重要性、建築、自然の風景によって、シベリア観光の人気の場所になった。同時にロシア正教会の重要な教育の中心地である。

## 著名な流刑者や滞在者
- アヴァクーム

### 北槎聞略の記録
17-18世紀のシベリアの知識は、旅行者や招かれたヨーロッパ人たちによって記録され、広められてきた。日本人による初の記録は北槎聞略（ほくさぶんりゃく）である。これは、1789年（天明2年)に漂流してロシアにたどり着き、後に日本に戻った大黒屋光太夫の見聞録を、蘭学者・桂川甫周が「周到な質問によって（『北槎聞略』8頁）」まとめたものである。人類学者加藤九祚は「本書の内容は、当時のロシア全般にわたるものであるが、彼の滞在または通過したシベリア諸地方の民族や生活については、ことにすぐれている」と述べている。

## 気候
トボリスクは亜寒帯湿潤気候（ケッペンの気候区分で”Dfb”）に位置し、 亜寒帯気候(同’’Dfc’’)に接している。 冬は大変寒く、1月の平均気温はマイナス21.9Cからマイナス13.1℃である。夏は温暖で、7月の平均気温は+13.4℃から23.9℃である。降水量は適度で、年間では他の期間に比べ、夏がやや多い。
| Tobolskの気候                     | Tobolskの気候 | Tobolskの気候 | Tobolskの気候 | Tobolskの気候 | Tobolskの気候 | Tobolskの気候 | Tobolskの気候 | Tobolskの気候 | Tobolskの気候 | Tobolskの気候 | Tobolskの気候 | Tobolskの気候 | Tobolskの気候 |
| 月                                | 1月           | 2月           | 3月           | 4月           | 5月           | 6月           | 7月           | 8月           | 9月           | 10月          | 11月          | 12月          | 年            |
| --------------------------------- | ------------- | ------------- | ------------- | ------------- | ------------- | ------------- | ------------- | ------------- | ------------- | ------------- | ------------- | ------------- | ------------- |
| 最高気温記録 °C （°F）            | 5.5 (41.9)    | 5.8 (42.4)    | 14.7 (58.5)   | 29.5 (85.1)   | 35.7 (96.3)   | 37.2 (99)     | 39.6 (103.3)  | 35.0 (95)     | 30.1 (86.2)   | 23.7 (74.7)   | 12.3 (54.1)   | 4.5 (40.1)    | 39.6 (103.3)  |
| 平均最高気温 °C （°F）            | −13.1 (8.4)   | −9.7 (14.5)   | −0.9 (30.4)   | 8.2 (46.8)    | 17.1 (62.8)   | 22.2 (72)     | 23.9 (75)     | 20.6 (69.1)   | 14.1 (57.4)   | 6.5 (43.7)    | −4.5 (23.9)   | −10.8 (12.6)  | 6.13 (43.05)  |
| 日平均気温 °C （°F）              | −17.4 (0.7)   | −15.1 (4.8)   | −6.4 (20.5)   | 2.6 (36.7)    | 10.9 (51.6)   | 16.6 (61.9)   | 18.5 (65.3)   | 15.4 (59.7)   | 9.2 (48.6)    | 2.5 (36.5)    | −8.0 (17.6)   | −14.8 (5.4)   | 1.17 (34.11)  |
| 平均最低気温 °C （°F）            | −21.9 (−7.4)  | −20.2 (−4.4)  | −11.8 (10.8)  | −2.5 (27.5)   | 5.0 (41)      | 11.3 (52.3)   | 13.4 (56.1)   | 10.7 (51.3)   | 5.1 (41.2)    | −1.0 (30.2)   | −11.5 (11.3)  | −19.0 (−2.2)  | −3.53 (25.64) |
| 最低気温記録 °C （°F）            | −48.5 (−55.3) | −47.8 (−54)   | −41.8 (−43.2) | −30.3 (−22.5) | −14.6 (5.7)   | −2.2 (28)     | 3.4 (38.1)    | −2.9 (26.8)   | −6.5 (20.3)   | −25.8 (−14.4) | −40.1 (−40.2) | −51.8 (−61.2) | −51.8 (−61.2) |
| 降水量 mm （inch）                | 21.0 (0.827)  | 17.0 (0.669)  | 22.7 (0.894)  | 26.6 (1.047)  | 38.8 (1.528)  | 73.8 (2.906)  | 68.3 (2.689)  | 73.7 (2.902)  | 51.9 (2.043)  | 38.7 (1.524)  | 36.3 (1.429)  | 28.2 (1.11)   | 497 (19.568)  |
| 平均降雨日数                      | 1             | 0.2           | 3             | 10            | 13            | 16            | 16            | 20            | 20            | 14            | 4             | 1             | 118.2         |
| 平均降雪日数                      | 22            | 17            | 13            | 6             | 2             | 0             | 0             | 0             | 0.4           | 6             | 17            | 22            | 105.4         |
| % 湿度                            | 81            | 77            | 72            | 65            | 62            | 66            | 73            | 78            | 79            | 79            | 82            | 81            | 74.6          |
| 平均月間日照時間                  | 61            | 114           | 177           | 217           | 265           | 288           | 298           | 225           | 156           | 92            | 60            | 42            | 1,995         |
| 出典1：pogoda.ru.net              |               |               |               |               |               |               |               |               |               |               |               |               |               |
| 出典2：NOAA (sun only, 1961-1990) |               |               |               |               |               |               |               |               |               |               |               |               |               |

## 人口
民族構成 (2010)::
- ロシア人 – 76.4%
- タタール人 – 16.8%
- ウクライナ人 – 1.9%
- アゼルバイジャン人 – 0.8%
- 他 – 4.1%

## 交通
2021年、南部の郊外にトボリスク・レメゾフ空港が開業し、モスクワやサンクトペテルブルク、エカテリンブルクなどロシア主要都市と定期便で結ばれている。

## 姉妹都市
- カウンシルブラフス、アメリカ合衆国
- ペヤ、コソボ
- マヒリョウ、ベラルーシ

## 著名な出身者
- メンデレーエフ-元素の周期律表を発見。
- ニコライ・アファナシエフ-作曲家